# 側棒粉蝨
側棒粉蝨（学名：Aleuroclava latus）为粉蝨科棒粉蝨屬下的一个种。